# Danilo Clementino
Emmanuel Danilo Clementino Silva noto semplicemente come Danilo Clementino (Caruaru, 5 marzo 1982) è un ex calciatore brasiliano naturalizzato equatoguineano, di ruolo portiere.

## Palmarès

### Club

#### Competizioni statali
- Campionato Pernambucano: 1

Sport: 2003
- Campionato Paraibano: 2

Campinense: 2004
Nacional de Patos: 2007
- Campionato Alagoano: 1

ASA: 2005
- Campeonato Pernambucano Série A2: 1

Serra Talhada: 2011